# Letov Š-50
Il Letov Š-50 era un aereo da bombardamento monoplano sviluppato dall'azienda cecoslovacca Vojenská továrna na letadla Letov nella seconda metà degli anni trenta del XX secolo e rimasto allo stadio di prototipo.

## Storia del progetto

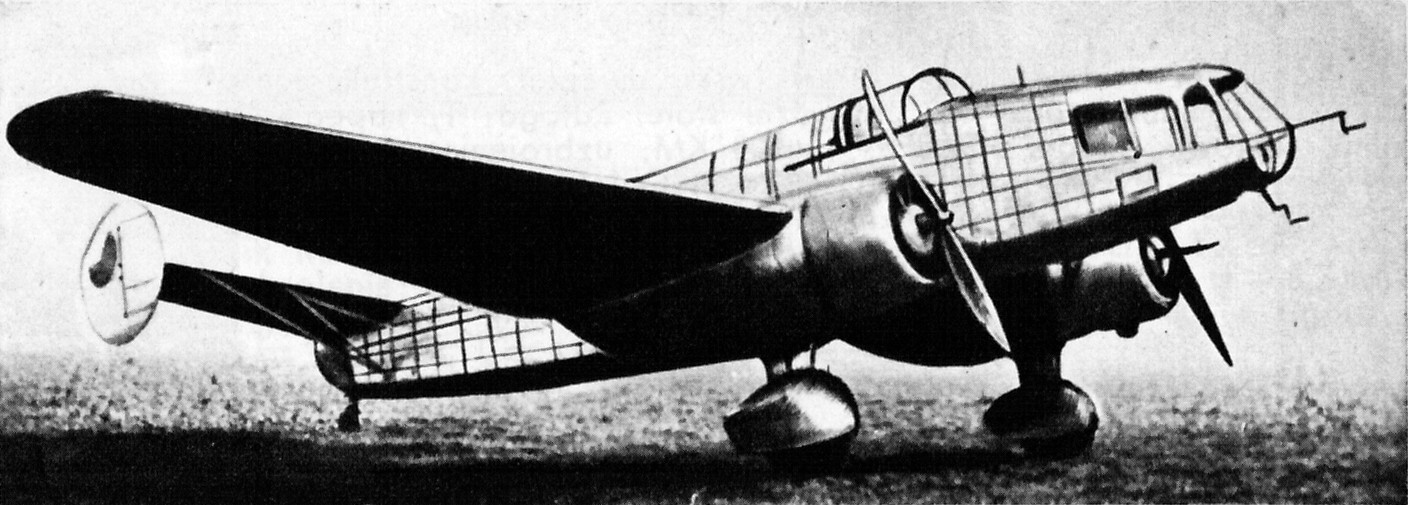
Il prototipo del Letov Š-50.

Verso la metà degli anni trenta del XX secolo il crescere delle tensioni con la Germania portò il governo a varare un piano di emergenza per il riequipaggiamento delle forze armate. Nel gennaio 1936 il Ministero della Difesa nazionale emise una specifica relativa all'adozione di un nuovo bombardiere leggero diurno/notturno, triposto, con secondarie capacità di ricognizione. Al requisito risposero la Letov, con il progetto Š-50, la CSK-Praga con l'E-71 e l'Aero con un derivato del precedente A-204, lo A-304. La Letov rispose al requisito il 26 settembre 1936, presentando il modello Š-50. Nella primavera del 1937 fu creato un mock-up della fusoliera e del piano centrale completo di gondole motore di dimensioni reali. Un modello ligneo fu presentato al Salone internazionale dell'aviazione di Le Bourget, in Francia, tenutosi nel giugno 1937.  L'ordine per la realizzazione del prototipo volante fu emesso dal Ministerstvo Národní Obrany (MNO) il 17 gennaio 1938, quando l'aereo era già in lavorazione. Allo stesso tempo fu acquistata anche una cellula non volante da destinare alle prove statiche e di resistenza della struttura.

## Tecnica
Il Letov Š-50 era un velivolo da bombardamento leggero e ricognizione dall'aspetto convenzionale; monoplano bimotore ad ala bassa di costruzione interamente metallica. L'ala era montata bassa, realizzata in metallo e ricoperta da un rivestimento lavorante in duralluminio.
La fusoliera, del tipo monoscocca, era interamente rivestita con pannelli in duralluminio e terminava con gli impennaggi di coda a formula bideriva. Il timone e gli impennaggi orizzontali erano rivestiti in tela. L'equipaggio era composto da tre persone, pilota, osservatore, mitragliere.
Il carrello d'atterraggio presentava configurazione a triciclo classico con gli elementi anteriori, fissi, dotati di carenatura aerodinamica, integrati da un ruotino posteriore d'appoggio posizionato sotto la coda, anch'esso dotato di carenatura.
La propulsione era assicurata da due motori radiali, posizionati in gondole alari, Avia Rk.17 a 9 cilindri raffreddati ad aria eroganti la potenza 420 CV a 1 000 m, ed azionanti ognuno un'elica tripala metallica Hamilton Constant Speed o Letova Hd 203 regolabile a terra del diametro di 2,50 m. I propulsori erano racchiusi da una cappottatura aerodinamica NACA. Tutto il combustibile era ospitato nelle ali e la capacità totale era pari a 929 litri. Due serbatoi, ognuno da 42 litri, contenevano l'olio per la lubrificazione dei propulsori. Per gli esemplari di serie era previsto l'utilizzo di motori francesi Gnome-Rhône 14M da 700 CV (515 kW).
L'armamento si basava su tre mitragliatrici Vz-30 calibro 7,92 mm  con complessivi 950 colpi. Una era installata in caccia fissa alla radice della semiala sinistra, una in una torretta dorsale Armstrong Whitworth, mentre la terza era installata in una postazione ventrale, ricavata da una botola sul pavimento. La capacità di trasporto bombe era pari a 600 kg. Il velivolo era dotato di una stazione radio vz. 26/34 e in missioni di ricognizione potevano essere installate fotocamere tipo A-II-30, A-IV-31 o AI-34.

## Impiego operativo
Originariamente era previsto che il prototipo Š.50.1 effettuasse il primo volo nel marzo 1938, ma a causa di difficoltà tecniche esso non si verificò fino al 30 settembre dello stesso anno. Subito dopo iniziarono i collaudi di fabbrica, a cui parteciparono a partire dal 5 ottobre anche i piloti del Výzkumný a zkušební letecký ústavVTLÚ In base ai risultati emersi dei test il prototipo fu sottoposto a modifiche che riguardarono principalmente il bilanciamento delle superfici di coda, i coperchi motore, prove su veri tipi di elica, ecc.
Tuttavia divenne chiaro che dopo la Conferenza e accordo di Monaco l'esercito cecoslovacco avrebbe avuto altre priorità e l'inizio della produzione in serie dell'aereo non era più prevista. Dopo l'occupazione tedesca della Cecoslovacchia il 23 febbraio 1939 il Letov Š.50 fu tra i tipi presentati alla delegazione bulgara per un possibile acquisto da parte della locale aviazione. Il modello fu soggetto ad una ispezione da parte del generale Ernst Udet in vista di una possibile produzione in serie per la Luftwaffe. Dall'8 al 23 luglio 1939 fu esposto come prodotto del Protettorato di Boemia e Moravia al II Aerosalone internazionale di Bruxelles con l'immatricolazione D-OPCO. Brevemente sottoposto a collaudi presso il centro sperimentale tedesco di Rechlin, rimase danneggiato durante un volo di prova nel 1940 e fu riportato sull'aeroporto della fabbrica a Letňany dove fu smantellato e quindi demolito per recuperare il metallo.

## Utilizzatori
Cecoslovacchia
- Češkoslovenske Vojenske Letectvo

 Germania
- Luftwaffe

### Fonti
1. 1 2 3 4 5 6 7 8 9 10 11 12 13 14 15  Frachet 1938, p. 13.
2. 1 2 3 4 5 6 7  Vinar.
3. 1 2 3 4  Уголок неба.